# Всеобщие выборы в Гондурасе (2001)
Всеобщие выборы в Гондурасе прошли 25 ноября 2001 года. На них избирались президент и депутаты Национального конгресса Гондураса. Рикардо Мадуро от Национальной партии получил 52 % голосов и был избран президентом Гондураса. Явка составила 63,26 %.

## Президентские выборы
В президентских выборах участвовали кандидаты от 5 парламентских партий.
| Кандидат                               | Партия                              | Голоса    | %     |
| -------------------------------------- | ----------------------------------- | --------- | ----- |
| Рикардо Мадуро                         | Национальная партия                 | 1 135 565 | 52,2  |
| Рафаэль Пинеда Понсе                   | Либеральная партия                  | 962 446   | 44,2  |
| Олбан Франциско Вилларадез Ордоньес    | Партия обновления и единства        | 31 561    | 1,4   |
| Матиас Фюнес                           | Партия демократического объединения | 24 075    | 1,1   |
| Артуро Альварец                        | Христианско-демократическая партия  | 21 056    | 1,0   |
| Недействительные/пустые бюллетени      | Недействительные/пустые бюллетени   | 105 886   | 4,63  |
| Всего                                  | Всего                               | 2 174 703 | 100   |
| Зарегистрированных избирателей/Явка    | Зарегистрированных избирателей/Явка | 3 437 454 | 63,26 |
| Источник: Adam Carr’s Election Archive |                                     |           |       |

## Парламентские выборы
| Партия                                 | Голоса    | %     | Места |
| -------------------------------------- | --------- | ----- | ----- |
| Национальная партия                    | 1 135 565 | 52,2  | 61    |
| Либеральная партия                     | 962 446   | 44,2  | 55    |
| Партия обновления и единства           | 31 561    | 1,4   | 4     |
| Партия демократического объединения    | 24 075    | 1,1   | 5     |
| Христианско-демократическая партия     | 21 056    | 1,0   | 3     |
| Недействительные/пустые бюллетени      | 105 886   | 4,63  |       |
| Всего                                  | 2 174 703 | 100   | 128   |
| Зарегистрированных избирателей/Явка    | 3 437 454 | 63,26 |       |
| Источник: Adam Carr’s Election Archive |           |       |       |